# سان‌بیم
سان‌بیم (انگلیسی: Sunbeam) شرکت خودروسازی بریتانیایی بود، که در سال ۱۹۰۵ تأسیس شد و در سال ۱۹۶۷ منحل گردید.